# Gonomyia emphysema
Gonomyia emphysema är en tvåvingeart som beskrevs av Alexander 1962. Gonomyia emphysema ingår i släktet Gonomyia och familjen småharkrankar. Inga underarter finns listade i Catalogue of Life.